# Fez-подобные белки
Fez-подобные белки — семейство белков эукариотических организмов, которое, как полагают, вовлечено в процессы роста аксонов нейронов и образования пучков нервных волокон. N-конец аминокислотной последовательности этих белков менее эволюционно консервативен, чем C-конец, и обладает высокой кислотностью.
Гомологичный ген у червя Caenorhabditis elegans, называемый UNC-76, играет структурную и организующую, а также сигнальную роль в управлении процессами роста и удлинения аксонов нейронов и в их прикреплении (адгезии) к терминальным нейронам места назначения, и в управлении процессом формирования пучков нервных волокон из отдельных аксонов (то есть процессом фасцикуляции аксонов). Особенно эффективно воздействует ген UNC-76 на рост и развитие аксона и на его прикрепление к нейронам места назначения при наличии на пути роста аксона других нервных клеток. Такая же роль постулирована и для других белков семейства FEZ. К белкам семейства Fez относятся, в частности, белки — репрессоры FEZ1 и Fez2, а также белки — факторы транскрипции ДНК — цинковые пальцы FEZF1 и FEZF2.
Для ряда гомологичных белков семейства Fez показана способность взаимодействовать с N-концевым вариабельным доменом V1 протеинкиназы C типа дзета. Это приводит к перемещению молекулы белка семейства Fez, вступившей в такое взаимодействие, в цитоплазму нервной клетки, по крайней мере у млекопитающих.
C-концевой домен белков семейства Fez, вероятно, участвует в образовании связей с регуляторным доменом протеинкиназы C типа дзета.
Ряд членов семейства Fez-подобных белков, в частности белки FEZ1 и Fez2, согласно математической модели, должны иметь вторичную структуру, называемую катушечной катушкой. Предполагается, что такая вторичная структура должна позволять этим белкам взаимодействовать с сигнальными белками семейства RhoA. Согласно имеющимся математическим моделям, вторичные структуры белков FEZ1 и Fez2 не содержат других характерных структурных мотивов. В то же время белки FEZF1 и FEZF2 имеют характерную для факторов транскрипции вторичную структуру, в которой имеются цинковые пальцы и участок для связывания ДНК.
Некоторые члены семейства Fez-подобных белков, такие, как FEZ1, экспрессируются почти исключительно в головном мозге. В то же время некоторые другие члены семейства Fez-подобных белков, такие, как Fez2, экспрессируются также и в других тканях. Функции этих белков, в частности белка Fez2, во внемозговых тканях пока окончательно не выяснена, но, как предполагается, сходны с их функциями в головном мозге, например, управление ростом, развитием и дифференцировкой клеток.